# Lữ đoàn Đặc công 5, Quân đội nhân dân Việt Nam
Lữ đoàn Đặc công 5 là lực lượng đặc biệt tinh nhuệ, được huấn luyện để tiến công các mục tiêu thủy của đối phương như: bến cảng, tàu thủy,... và các mục tiêu chỉ có thể xâm nhập qua đường thủy: căn cứ biệt lập, căn cứ thủy quân...  một trong những đơn vị đặc công nước của Binh chủng Đặc công và là đơn vị đặc công nước duy nhất ở cấp lữ đoàn.

## Thông tin cơ bản
Đây là đơn vị đặc công nước có chức năng, nhiệm vụ chủ yếu là huấn luyện và chiến đấu nhằm vào các mục tiêu quan trọng như kho tàng, bến cảng, sân bay, tàu thủy, cầu giao thông, biển đảo... của đối phương.
- Ngày thành lập: ngày 24 tháng 3 năm 1967
- Lữ đoàn trưởng: Đại tá Nguyễn Công Long.
- Chính ủy: Đại tá Lê Công Quý

## Lịch sử
Lữ đoàn Đặc công 5 được thành lập ngày 2 tháng 7 năm 1991 trên cơ sở trung đoàn 820 đặc công và đoàn 788 đặc công. Ban đầu, đơn vị có tên Đoàn 126, giống tên một trung đoàn đặc công hải quân đã chuyển thành hải quân đánh bộ. Ngày 27/02/2001, Bộ Quốc phòng ra quyết định đổi phiên hiệu Đoàn 126 thành Đoàn Đặc công 5. Cùng thời gian này, Lữ đoàn Đặc công 126 được tái lập.
Trung đoàn 820 đặc công được thành lập từ năm 1979 trên cơ sở tiểu đoàn 5 đặc công nước có bổ sung. Bản thân Tiểu đoàn 5 đặc công nước được thành lập từ ngày 24 tháng 3 năm 1967. Ngày 24 tháng 3 được chọn là ngày truyền thống của lữ đoàn.
Trong Chiến tranh Việt Nam (1967 đến 1975), Tiểu đoàn 5 đặc công nước đã trực tiếp huấn luyện 50 khung Đại đội (từ K1 đến K50) với hơn 5000 cán bộ, chiến sĩ đặc công nước tăng cường cho chiến trường miền Nam. Tiểu đoàn 5 đặc công đã tham gia nhiều trận đánh, tiêu biểu là:
- Trận đánh kho Nhà Bè
- Trận đánh thành Tuy Hạ
- Trận đánh trên sông Sài Gòn
- Trận đánh Nhà máy Lọc dầu ở cảng Công Pông Xom (Campuchia)

Trong cuộc Chiến tranh Đông Dương, các hoạt động trên sông nước của Pháp chiếm một phần quan trọng trên chiến trường. Lợi dụng lãnh thổ Việt Nam có bờ biển dài, nhiều sông ngòi, có vùng sông ngòi chằng chịt như miền Tây Nam Bộ, quân Pháp đã bố trí một lực lượng hải quân khá mạnh. Hải quân Pháp tập trung vào 3 hoạt động chủ yếu:
Dùng tàu thuyền chiến đấu hỗ trợ cho bộ binh đi càn quét
Đánh phá căn cứ, ngăn chặn tiếp tế, vận chuyển của Việt Minh
Dùng đường thủy để tiếp hậu cần cho quân Pháp trên đất liền
Vì thế việc đánh Pháp trên mặt trận sông biển có ý nghĩa chiến lược quan trọng. Ở miền Bắc, các vùng ven sông, ven biển khẩn trương xây dựng các đội săn tàu Pháp, sẵn sàng đánh Pháp trên mặt trận sông nước.
Trong chiến dịch Hà-Nam-Ninh (tháng 6 năm 1951), tổ đặc công nước do Nguyễn Quang Vinh (thuộc Trung đoàn 36, Đại đoàn 308) chỉ huy dùng thuyền nan chở 300 kg thuốc nổ đánh chìm tàu LCD chở vũ khí của quân Pháp [1]. Đây là trận mở đầu cho cách đánh tàu chiến trên chiến trường Bắc Bộ, tạo tiền đề cho việc nghiện cứu sử dụng đặc công đánh các mục tiêu tên sông, biển. Ở miền Nam, đầu năm 1949, đội săn tàu Long Châu Sa dùng thủy lôi tự tạo đánh chìm tàu Glycin trên sông Sài Thượng, diệt hàng trăm quân đối phương [1].
Ở vùng Rừng Sác, vào tháng 9 năm 1950, các đội đặc công được hình thành từ Trung đoàn 300, hoạt động ở vùng Nhà Bè, Thủ Thiêm xuống Cần Giờ, Soài Rạp. Lực lượng này chiến đấu rất dũng cảm, táo bạo, được gọi là"quân cảm tử", diệt nhiều chỉ huy Pháp và tay sai. Như vậy trong giai đoạn đầu kháng chiến, cùng với cách đánh của đặc công bộ, cách đánh của đặc công thủy cũng bắt đầu phát triển. Dựa trên những tiến bộ của quá trình nghiên cứu cải tiến vũ khí, các địa phương ở Bắc Bộ và Nam Bộ đã tổ chức được một lực lượng chuyên, tinh để đánh tàu, thuyền bằng cách đánh đặc công.
Ngày 13/4/1966, Bộ Quốc phòng ra quyết định thành lập Đoàn huấn luyện trinh sát đặc công mang phiên hiệu Đoàn 126 trực thuộc Bộ Tư lệnh Hải quân. Đoàn trưởng được giao cho Hoàng Đắc Cót và Phạm Điệng là Chính ủy. Tháng 5/1966 Bộ Tư lệnh Hải quân tổ chức Đoàn 126 thành cơ quan đoàn bộ và 12 đội chiến đấu, lực lượng Đặc công hải quân Việt Nam đã hình thành. Cuối 1966, một lực lượng lớn của Đoàn 126 được đưa vào chiến trường Quảng Trị, Đà Nẵng, Qui Nhơn và Nam Bộ thâm nhập thực tế chiến đấu. Ngày 10/3/1967, Bộ Tư lệnh Mặt trận B5 (Mặt trận Trị - Thiên) giao nhiệm vụ cho Đoàn 126 tiêu diệt tàu địch ở cảng và sông từ Cửa Việt tới Đông Hà. Tàu cuốc 70 tấn của Hàn Quốc bị ốp mìn nổ tung. Ngày 9/5/1967, tàu cuốc Hayda dài 71m, rộng 12m bị đánh chìm xuống sông Cửa Việt, tàu LST trọng tải lớn 5.000 tấn chở xe thiết giáp và vũ khí hạng nặng cũng bị đánh chìm xuống sông. Ngày 15/5/1967, 1 tàu LCU bị đánh chìm tại chỗ nằm vắt ngang sông Cửa Việt. Chỉ trong vòng 5 tháng chiến đấu, từ tháng 4 đến 9/1967, riêng Đội 1 của Đoàn 126 đã tham chiến 6 trận, đánh chìm 10 tàu địch, làm hư hỏng 2 tàu khác, phá hủy nhiều phương tiện vũ khí[2]
Trong 10 ngày hoạt động ở Cửa Việt (19 đến ngày 29 tháng 1 năm 1968), Đoàn 126 đã thả được 13 quả thủy lôi xuống dòng sông Cửa Việt, đánh chìm 8 tàu, phá hủy hàng nghìn tấn hàng hóa và phương tiện chiến tranh của địch, làm gián đoạn giao thông của địch ở cảng Cửa Việt nhiều ngày liền.
Tối ngày 6/9/1969, tại điểm xuất phát ở Cửa Tùng (thị trấn Cửa Tùng, huyện Vĩnh Linh, tỉnh Quảng Trị), Đoàn 126 cử tổ chiến đấu 3 người lặn tới đánh mìn tàu địch. Mỗi người mang theo ống thở, khí tài lặn, hai thủ pháo, hai lựu đạn, dao găm… riêng 2 người nhận thêm hai quả mìn rùa nặng 6,8 kg do Liên Xô sản xuất. Đây là loại vũ khí lợi hại của đặc công nước, có ghép 48 mảnh nam châm hình móng ngựa, có sức hút 100 kg. Khi mìn đã áp vào sườn tàu, rút chốt an toàn, đúng giờ sẽ nổ, nếu chưa đến giờ nổ mà bị tháo gỡ mìn cũng sẽ tự phát nổ bởi nó có ngòi chống tháo. Sau 2 ngày ẩn nấp, tổ chiến đấu đã tiếp cận tàu Mỹ, gắn mìn rùa rồi rút lui. Vài giờ sau mìn nổ, chiếc tàu vận tải USS Noxubee trọng tải 4.000 tấn bị hư hại nặng.
Tiểu đoàn Đặc công nước 471 - Quân khu 5 được thành lập ngày ngày 25 tháng 2 năm 1971 tại Trà Bồng (Quảng Ngãi); sau đó tiểu đoàn được chuyển ra hoạt động ở cánh Bắc Hòa Vang, thuộc Mặt trận 4 Quảng Đà, làm nhiệm vụ tác chiến các mục tiêu cố định của quân Mỹ - ngụy. Trong vòng 5 năm (4/1971-4/1975), Tiểu đoàn Đặc công nước 471 đã đánh 41 trận (29 trận đánh dưới nước, 12 trận đánh trên cạn), tiêu diệt 800 tên địch (trong đó có một số lính Mỹ), đánh chìm 10 tàu vận tải quân sự (bao gồm 1 tàu chở dầu, 1 pháo hạm) trọng tải 8-10 nghìn tấn, 1 hải thuyền, 1 cầu cảng Tiên Sa[3].
Trong chiến tranh chống Mỹ, Hải quân Việt Nam đã huấn luyện, đào tạo, bổ sung cho các chiến trường miền Nam hơn 5.000 cán bộ, chiến sĩ đặc công. Trong 7 năm chiến đấu trên chiến trường Cửa Việt – Đông Hà, đặc công Hải quân đã đánh 300 trận; đánh chìm, đánh hỏng 336 tàu xuồng chiến đấu, phá hủy nhiều phương tiện chiến tranh, tiêu diệt nhiều sinh lực địch. Góp phần cùng các lực lượng trên khắp chiến trường miền Nam đánh chìm, đánh hỏng 4.473 tàu thuyền, đánh sập hàng trăm cầu cống, vật chất phục vụ chiến tranh, góp phần cùng quân dân miền Nam đánh bại kẻ thù[4].
Đặc công nước hiện nay gồm Lữ đoàn Đặc công 5 trực thuộc Bộ Tư lệnh Đặc công, Lữ đoàn 126 Đặc công Hải quân, quân chủng Hải quân và một số đơn vị thuộc các quân khu và quân đoàn.

## Tổ chức, biên chế
1. Liên đội Đặc công Nước 1
2. Liên đội Đặc công Nước 2
3. Liên đội Đặc công Nhái 3
4. Liên đội Đặc công Nước 7 (Huấn luyện)
5. Đội Chống khủng bố 12
6. Đội Thông tin 14
7. Đội Trinh sát 15
8. Trung đội Hoả lực 16
9. Đại đội Quân y 18
10. Đại đội Vận tải
11. Hải đội
12. Trung đội Vệ binh

## Thành tích
Được Thủ tướng chính phủ tặng cờ thi đua 5 năm liền (2000-2004), năm 2002 được chủ tịch nước tặng thưởng Huân chương chiến công hạng nhì, được BQP, Binh Chủng và địa phương tặng nhiều cờ thi đua, Bằng Khen, Giấy Khen.
Ngày 22/12/2004, Đoàn được Đảng, Nhà nước tuyên dương danh hiệu đơn vị Anh hùng lực lượng vũ trang nhân dân thời kỳ đổi mới.
Ngày 10/3/2009, được Chủ tịch nước Nguyễn Minh Triết tặng thưởng Huân chương BVTQ hạng Ba do có thành tích xuất sắc trong công tác xây dựng đơn vị VMTD (1999-2008), góp phần vào sự nghiệp xây dựng CNXH và bảo vệ tổ quốc.

## Đoàn Trưởng qua các thời kỳ
- Nguyễn Văn Tình (1991-1995) sau lên Phó lệnh Binh chủng chuyển sang làm Chuẩn Đô đốc Bí thư Đảng ủy Quân chủng Hải Quân - Trung tướng.
- Lê Xuân Khoát (1995-1998)- Đại tá.
- Nguyễn Trọng La (1998-2006) - Đại tá PTMT Binh chủng Đặc công.
- Nguyễn Doãn Hân (2006-2010) - Đại tá PTMT Binh chủng Đặc công.
- Phạm Văn Thắng (9/2010- 2013), Đại tá. PTMT Binh chủng Đặc công
- Lê Quang Anh (11/2013-2018) Đại tá
- Nguyễn Công Long (2019 đến nay) Đại tá